# Résolution 1888 du Conseil de sécurité des Nations unies
Membres permanents
- Chine
- États-Unis
- France
- Royaume-Uni
- Russie

Membres non permanents
- Autriche
- Burkina Faso
- Costa Rica
- Croatie
- Japon
- Libye
- Mexique
- Turquie
- Ouganda
- Viet Nam

Résolution no 1887 Résolution no 1889
La résolution 1888 du Conseil de sécurité des Nations unies est adoptée à l'unanimité le 30 septembre 2009. Elle est présentée par la secrétaire d'État américaine Hillary Clinton, qui a également présidé la session. La résolution a mené à la création du Bureau de la représentante spéciale du secrétaire général chargée de la question des violences sexuelles en conflit.